# Apophua cornea
Apophua cornea là một loài tò vò trong họ Ichneumonidae.